# David González Giraldo
David González Giraldo (Medellín, 20 luglio 1982) è un ex calciatore colombiano, di ruolo portiere.

## Carriera

### Club
González iniziò la sua carriera in una delle due squadre di club della sua città, l'Independiente Medellín. Nel 2006 si trasferì al Deportivo Cali, prima di andare al Çaykur Rizespor, dove passò due stagioni. Nel 2009 trascorse un breve periodo all'Huracán in Argentina, prima di svincolarsi a parametro zero. Alla fine del 2009 fece un provino con il Manchester City, che gli permise di firmare con il club a gennaio 2010. González ha collezionato più di 300 presenze tra partite di campionato in Sud America e in Turchia.

### Nazionale
David González ha collezionato inoltre 2 presenze nella Nazionale di calcio colombiana.